# Андалузька кухня
Андалузська кухня — це кухня Андалусії, Іспанія. До відомих страв належать гаспачо, смажена риба (часто називається ісп. pescaíto frito), хамони з Хабуго, Валле-де-лос-Педрочес і Тревелес, а також вина з Хереса, зокрема херес. Найстаріша відома кулінарна книга андалузької кухні датується XIV століттям.

## Смажені страви

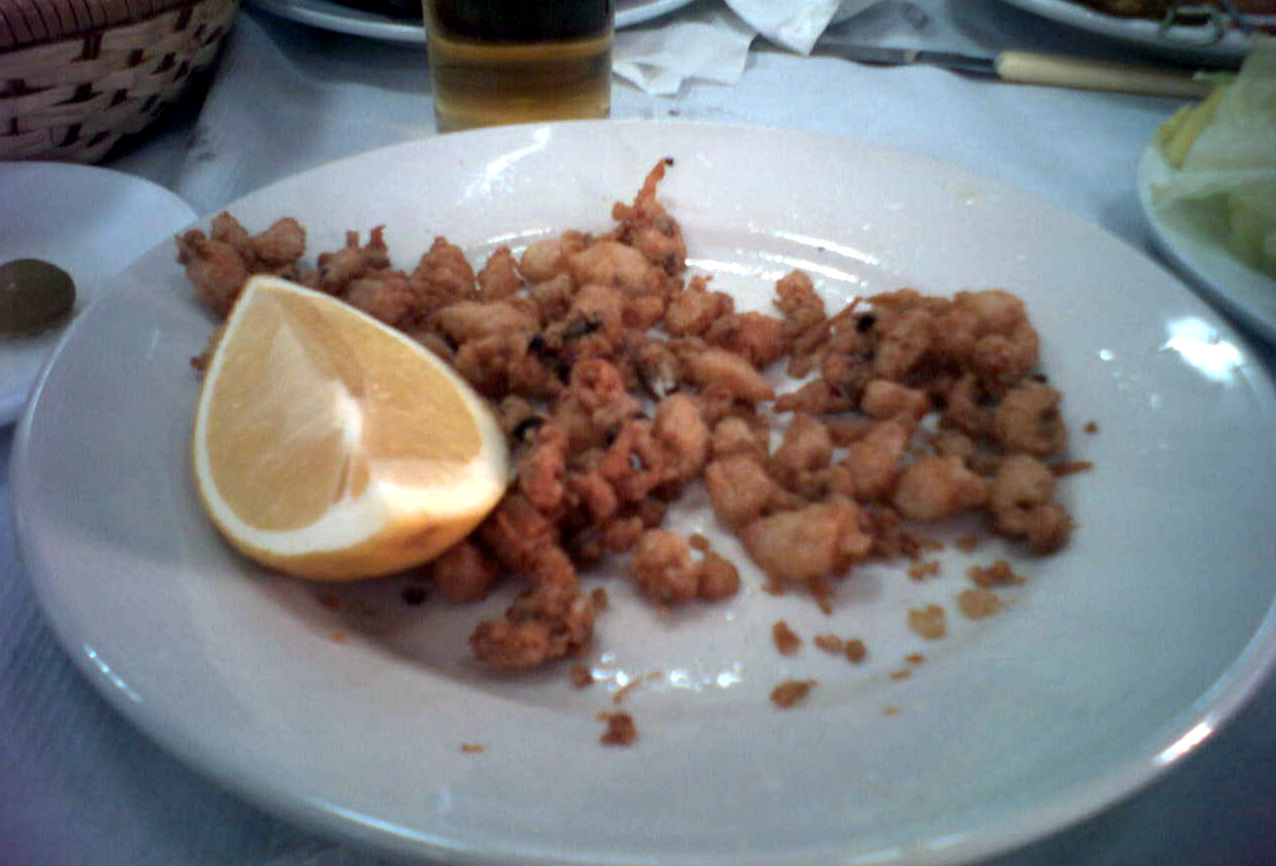
Puntillitas, смажені кальмари в клярі

Для смаження в андалузькій кухні в основному використовується оливкова олія, яку виробляють у провінціях Хаен, Кордова, Севілья та Гранада. Малага, Альмерія, Кадіс і Уельва також виробляють оливкову олію, але в менших кількостях. Продукти обвалюють у борошні а-ля Андалуза (тобто лише борошно, без яєць чи інших інгредієнтів, але може містити борошно з нуту, особливо для використання в клярах). Потім їх обсмажують у великій кількості розпеченої оливкової олії.

## Риба і молюски
У п’яти прибережних провінціях споживання риби та молюсків є досить високим: білі креветки із затоки Кадіс; маленькі креветки; мурекс; анчоуси; маленькі кальмари; каракатиці; ісп. bocas de la Isla, страва, знайдена в Сан-Фернандо, у якій використовується місцевий краб, який може регенерувати свою клешню; камбала; тощо.
Кухня Андалусії також включає в себе деякі страви з морепродуктів, що рідше зустрічаються, такі як ортигілья, морські анемони в клярі.

## Десерти

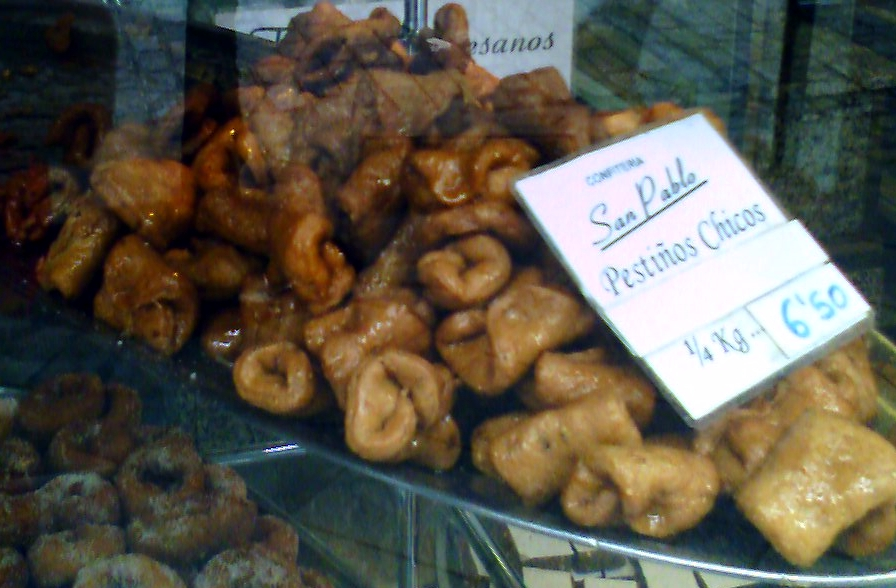
Pestiños de miel, солодкі фріттери з медовою оболонкою

Цукор вперше був завезений в Андалусію маврами приблизно в 10 столітті та культивувався в Гранаді.
На андалузькі десерти сильно вплинула арабська середньовічна андалуська кухня. До відомих страв належать ісп. pestiños (смажена у фритюрі випічка з медом), ісп. amarguillo (форма мигдалевого макаруна) з Медіни Сідонії, polvorones (мигдалеве печиво Estepa), хліб із смальцем, винні пончики, тортилья і чурос.

## Вина та лікери
Вина з Хереса (також відомі як херес) відомі у всьому світі, їх хвалив навіть Вільям Шекспір. Іншими видатними винами є мансанілья Санлукар-де-Баррамеда, білі вина Кадіса, паксарете (похідне хересу), вина Кондадо в Уельві, вина Монтілья - Морілес в Кордові, вина Малаги та тінтілья Рота. Міцні спиртні напої у регіоні також популярні, включаючи напій з анісом, виготовлений у Руте та в Касалья-де-ла-Сьєрра, а також ром із тропічного узбережжя Гранади (Мотріль).

## Типові страви

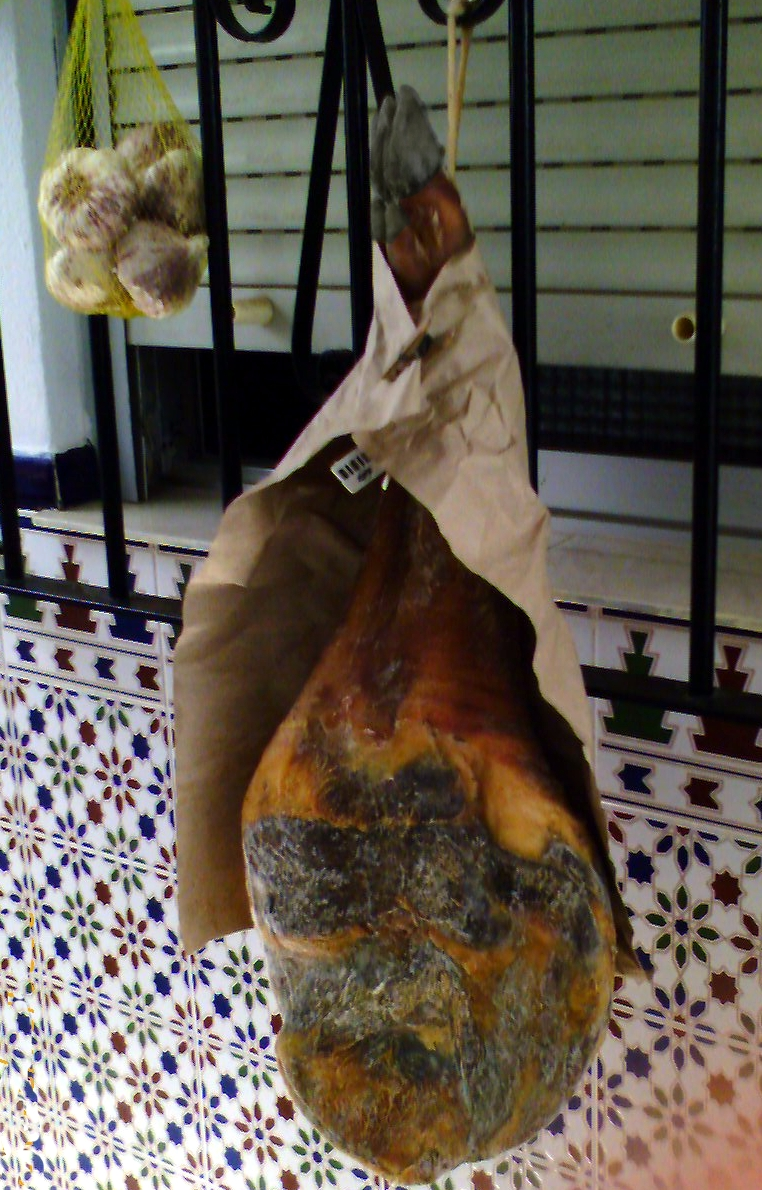
Хамон, сухов'ялена свиняча шинка

Типові страви Андалусії включають ісп. pescaito frito (смажена риба), гаспачо, кордоба salmorejo, pringá, бичачий хвіст, ісп. jamón ibérico (іберійська шинка), оливки, ісп. alboronía, ісп. poleá, аніс і різні види вина, включаючи хереси (fino, manzanilla, oloroso, Pedro Ximénez, amontillado), які, безсумнівно, є найбільш експортованими та найпоширенішими з усіх іспанських вин, а також вино Малаги. Вино з Монтільї, хоча й схоже на херес, технічно не є хересом, але має назву ісп. amontillado, що означає «у стилі Монтілья».
Деякі інші андалузькі страви включають:
- Сальморехо (ісп. Salmorejo (Córdoba))
- ісп. Flamenquín (Córdoba)
- Ахобланко (ісп. Ajoblanco (Málaga-Cádiz))
- Ґаспачо (ісп. Gazpacho andaluz (Andalucian gazpacho))
- ісп. Pipirrana (Jaén)
- ісп. Habas con calzones
- Шакшука (ісп. a la flamenca)
- ісп. Alcauciles rellenos (Cádiz)
- Мігас (ісп. Migas de harina)
- Ґачас (ісп. Gachas)
- ісп. Olla gitana
- Пучеро (ісп. Puchero)
- ісп. Gazpachuelo (Málaga)
- ісп. Biénmesabe o adobo
- ісп. Ajo harina (Jaén)
- Солдати з Павії (ісп. Soldaditos de Pavía)
- ісп. Pringá
- ісп. Patatas a lo pobre
- Іспанська тортилья (ісп. Tortilla de patatas)
- ісп. Tortillitas de camarones (Cádiz)
- ісп. Pinchitos

## Дивись також
- Тапас